# Kościół ewangelicki w Prusicach
Zbór ewangelicki w Prusicach – nieistniejący już kościół, który stał przy ratuszu w l. 1742-1931.
W 1742 roku ratusz uległ przebudowie. Wtedy dobudowano do niego zbór. Nosił on wezwanie św. Mateusza. Był on murowany, jednonawowy, przylegał do ratusza ścianą frontową. Był niewielki. Po 1900 roku liczba wiernych zaczęła wzrastać. Z czasem myślano o budowie nowego kościoła, w miejscu ówczesnego. W 1911 roku zaczęto budowę kościoła ewangelickiego Chrystusa Króla (konsekrowanego 22 września 1911 roku, obecnie katolicki św. Józefa). Zbór przy ratuszu rozebrano w 1931 roku, w związku z przebudową ratusza.
Gmina Prusice Wrocław 1994